# 10ª edizione dei British Academy Video Game Awards
La decima edizione dei British Academy Video Games Awards si è tenuta il 12 marzo 2014 al Tobacco Dock ed è stata condotta da Dara Ó Briain. The Last of Us è stato il gioco più premiato della serata, ottenendo 5 riconoscimenti su 10 candidature.

## Vincitori e candidati

### Miglior Gioco d'azione o d'avventura
- The Last of Us – Naughty Dog/Sony Computer Entertainment

- Assassin's Creed IV: Black Flag – Ubisoft Montreal/Ubisoft
- Badland – Johannes Vuorinen and Juhana Myllys, Frogmind Games/Frogmind Games
- Grand Theft Auto V – Rockstar North/Rockstar Games
- Lego Marvel Super Heroes – Jon Burton, Arthur Parsons and Phillip Ring, Traveller's Tales/Warner Bros. Interactive Entertainment
- Tomb Raider – Crystal Dynamics/Square Enix

### Miglior Gioco Innovativo
- Brothers: A Tale of Two Sons – Starbreeze Studios/505 Games

- Grand Theft Auto V – Rockstar North/Rockstar Games
- Papers, Please – Lucas Pope, 3909 LLC/3909 LLC
- The Stanley Parable – Galactic Cafe/Galactic Cafe
- Tearaway – Tarsier Studios e Media Molecule/Sony Computer Entertainment Europe
- Year Walk – Simogo/Simogo

### Miglior Direzione Artistica
- Tearaway – Tarsier Studios e Media Molecule/Sony Computer Entertainment Europe

- Beyond: Two Souls – John Rostron, David Cage and Guillaume De Fondaumiere, Quantic Dream/Sony Computer Entertainment
- BioShock Infinite – Patrick Balthrop, Scott Haraldsen and James Bonney, Irrational Games/2K Games
- Device 6 – Simogo/Simogo
- The Last of Us – Naughty Dog/Sony Computer Entertainment
- Ni no kuni: La minaccia della Strega Cinerea – Yoshiyuki Momose, Level-5/Bandai Namco Games

### Miglior Portatile e Mobile
- Tearaway – Tarsier Studios e Media Molecule/Sony Computer Entertainment Europe

- Badland – Johannes Vuorinen and Juhana Myllys, Frogmind Games/Frogmind Games
- Device 6 – Simogo/Simogo
- Plants vs. Zombies 2 – PopCap Games/Electronic Arts
- Ridiculous Fishing – Vlambeer/Vlambeer
- The Room Two – Fireproof Games/Fireproof Studios

### Miglior Sonoro
- The Last of Us – Naughty Dog/Sony Computer Entertainment

- Battlefield 4 – EA DICE/Electronic Arts
- BioShock Infinite – Patrick Balthrop, Scott Haraldsen and James Bonney, Irrational Games/2K Games
- Device 6 – Simogo/Simogo
- Grand Theft Auto V – Rockstar North/Rockstar Games
- Tomb Raider – Crystal Dynamics/Square Enix

### Miglior Multiplayer
- Grand Theft Auto V – Rockstar North/Rockstar Games

- World of Tanks – Wargaming/Wargaming
- Super Mario 3D World – Nintendo EAD Tokyo and 1-UP Studio/Nintendo
- The Last of Us – Naughty Dog/Sony Computer Entertainment
- Dota 2 – Valve Corporation/Valve Corporation
- Battlefield 4 – EA DICE/Electronic Arts

### Gioco dell'anno
- The Last of Us – Naughty Dog/Sony Computer Entertainment

- Assassin's Creed IV: Black Flag – Ubisoft Montreal/Ubisoft
- Grand Theft Auto V – Rockstar North/Rockstar Games
- Papers, Please – Lucas Pope, 3909 LLC/3909 LLC
- Super Mario 3D World – Nintendo EAD Tokyo and 1-UP Studio/Nintendo
- Tearaway – Tarsier Studios e Media Molecule/Sony Computer Entertainment Europe

### Miglior Colonna Sonora Originale
- BioShock Infinite – James Bonney and Garry Schyman, Irrational Games/2K Games

- Tearaway – Kenneth C M Young Brian D'Oliveira, Tarsier Studios and Media Molecule/Sony Computer Entertainment Europe
- Super Mario 3D World – Mahito Yokota and Kōji Kondō, Nintendo EAD Tokyo and 1-UP Studio/Nintendo
- The Last of Us – Gustavo Santaolalla, Naughty Dog/Sony Computer Entertainment
- Beyond: Two Souls – Lorne Balfe, Quantic Dream/Sony Computer Entertainment
- Assassin's Creed IV: Black Flag – Brian Tyler and Aldo Sampaio, Ubisoft Montreal/Ubisoft

### Miglior Gioco Britannico
- Grand Theft Auto V – Rockstar North/Rockstar Games

- Tearaway – Tarsier Studios e Media Molecule/Sony Computer Entertainment Europe
- The Room Two – Fireproof Games/Fireproof Studios
- Lego Marvel Super Heroes – Jon Burton, Arthur Parsons and Phillip Ring, Traveller's Tales/Warner Bros. Interactive Entertainment
- Gunpoint – Tom Francis, John Roberts and Ryan Ike, Suspicious Developments/Suspicious Developments
- DmC: Devil May Cry – Ninja Theory/Capcom

### Miglior Performance
- Ashley Johnson – The Last of Us - (Ellie)

- Courtnee Draper – BioShock Infinite - (Elizebeth)
- Ellen Page – Beyond: Two Souls - (Jodie)
- Kevan Brighting – The Stanley Parable - (Il Narratore)
- Steven Ogg – Grand Theft Auto V - (Trevor)
- Troy Baker – The Last of Us - (Joel)

### Miglior Gioco di Debutto
- Gone Home – Fullbright

- The Stanley Parable – Galactic Cafe/Galactic Cafe
- Remember Me – Jean-Maxime Moris, Hervé Bonin and Oskar Guilbert, Suspicious Developments/Suspicious Developments
- Gunpoint – Tom Francis, John Roberts and Ryan Ike, Dontnod Entertainment/Capcom
- Castles in the Sky – Jack de Quidt and Dan Pearce
- Badland – Johannes Vuorinen, Juhana Myllys, Frogmind Games/Frogmind Games

### Miglior Gioco di Sport
- FIFA 14 – EA Canada/EA Sports

- F1 2013 – Codemasters/Codemasters
- NBA 2K14 – Visual Concepts/2K Sports
- GRID 2 – Codemasters/Codemasters
- Forza Motorsport 5 – Bill Giese, Dave Gierok and Barry Feather, Turn 10 Studios/Microsoft Studios
- Football Manager 2014 – Sports Interactive/SEGA

### Miglior Gioco per Famiglie
- Tearaway – Tarsier Studios and Media Molecule/Sony Computer Entertainment Europe

- Animal Crossing: New Leaf – Nintendo EAD/Nintendo
- Super Mario 3D World – Nintendo EAD Tokyo and 1-UP Studio/Nintendo
- Skylanders: Swap Force – Vicarious Visions/Activision
- Rayman Legends – Michael Ancel, Christophe Heral and Jean-Christophe Alessandri, Ubisoft/Ubisoft
- Brothers: A Tale of Two Sons – Starbreeze Studios/505 Games

### Miglior Storia
- The Last of Us – Neil Druckmann and Bruce Straley, Naughty Dog/Sony Computer Entertainment

- The Stanley Parable – Galactic Cafe/Galactic Cafe
- Ni no kuni: La minaccia della Strega Cinerea – Akihiro Hino, Level-5/Bandai Namco Games
- Grand Theft Auto V – Dan Houser, Rupert Humphries, Rockstar North/Rockstar Games
- Gone Home – Fullbright/Fullbright
- Brothers: A Tale of Two Sons – Starbreeze Studios/505 Games

### Miglior Design
- Grand Theft Auto V – Rockstar North/Rockstar Games

- Tomb Raider – Crystal Dynamics/Square Enix
- Tearaway – Tarsier Studios and Media Molecule/Sony Computer Entertainment Europe
- Papers, Please – Lucas Pope, 3909 LLC/3909 LLC
- The Last of Us – Naughty Dog/Sony Computer Entertainment
- Assassin's Creed IV: Black Flag – Ubisoft Montreal/Ubisoft

### Miglior Gioco di Strategia e Simulazione
- Papers, Please – Lucas Pope, 3909 LLC/3909 LLC

- Civilization V: Brave New World – Firaxis Games/2K Games
- Democracy 3 – Cliff Harris, Positech Games/Positech Games
- Forza Motorsport 5 – Bill Giese, Davie Gierok and Barry Feather, Turn 10 Studios/Microsoft Studios
- Surgeon Simulator 2013 – Bossa Studios/Bossa Studios
- XCOM: Enemy Within – Firaxis Games/2K Games

### BAFTA Fellowship Award
- Rockstar Games

### BAFTA Ones to Watch Award
- Size DOES Matter – Mattis Delerud, Silje Dahl, Lars Anderson, Trond Fasteraune and Nick La Rooy